# アダライス・ド・ビュザンセ
アダライス・ド・ビュザンセ（Adelais de Buzançais, 855年 - 893年）またはエレンディス（Aelendis）、アデライード（Adélaïde）、アデール・ダンボワーズ（Adèle d'Amboise）は、ロワール渓谷の有力なフランク人一族出身の女性で、アンジェルジェ家の創始者アンジュー伯アンジェルジェの妻。

## 生涯
当時有力者であったトゥール大司教アダラールとアンジェ司教レギノらとは母方の叔父・姪にあたる。865年に叔父たちが、ミレース・オプティムス（ラテン語：miles optimus, 最高の戦士）と呼ばれるアンジェルジェとアダライスの結婚を手配した。 
君主西フランク王シャルル2世へのアンジェルジェの献身は、この結婚から得た領地と軍の称号によって報われた。
アダライスの持参金には、ビュザンセ（フランス語版）領、シャティヨン=シュル＝アンドル（フランス語版）領のほか、後世でアンボワーズ城として知られる王宮となったアンボワーズの要塞が含まれていた。
アンジェルジェ家でアンジューの最初の副伯・伯爵とされているアンジェルジェと妻アドレースは初代世襲のアンジュー伯となったフルク1世・ダンジュー（ル・ルー, le Rouxまたはル・ルージュ, le Rouge）の両親である。
『アンデガボルム領事館の証書（Gesta Consulum Andegavorum）』によると、プランタジネット朝の初代イングランド王ヘンリー2世の父に当たるガティネ家のジョフロワ5世は、アドレースとアンジェルジェの子孫である。